# März 2018
Portal Geschichte | Portal Biografien | Aktuelle Ereignisse | Jahreskalender | Tagesartikel

◄ |
20. Jahrhundert |
21. Jahrhundert

◄ |
1980er |
1990er |
2000er |
2010er
| 2020er | 2030er | 2040er

◄ |
2014 |
2015 |
2016 |
2017 |
2018
| 2019 | 2020 | 2021 | 2022 | ►

◄ |
Dezember 2017 |
Januar 2018 |
Februar 2018 |
März 2018 |
April 2018 |
Mai 2018 |
Juni 2018 |
►
Dieser Artikel behandelt tagesbezogene Nachrichten und Ereignisse im März 2018.

## Tagesgeschehen

### Donnerstag, 1. März 2018

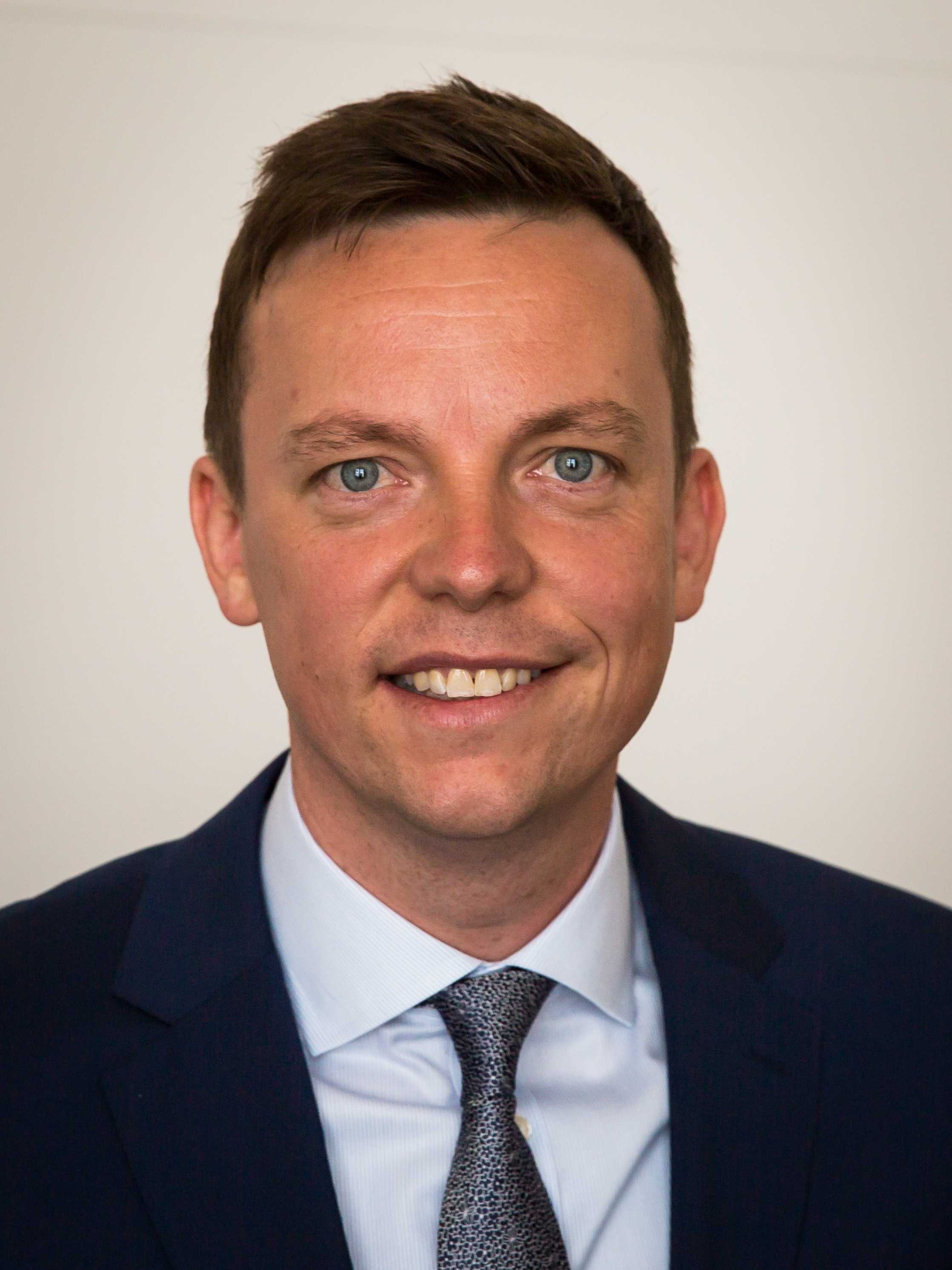
Tobias Hans

- Brüssel/Belgien: Der Deutsche Martin Selmayr wird Generalsekretär der Kommission der Europäischen Union.[1]
- Saarbrücken/Deutschland: Nach dem Wechsel der bisherigen Ministerpräsidentin Annegret Kramp-Karrenbauer (CDU) in die Bundespolitik wählt der saarländische Landtag den bisherigen Fraktionsvorsitzenden der CDU, Tobias Hans, zum neuen Ministerpräsidenten.[2]

### Freitag, 2. März 2018
- Athen/Griechenland: Das Parlament billigt eine Gesetzesvorlage, nach der Cannabis zum medizinischen Gebrauch zugelassen wird.[3]
- Berlin/Deutschland: In der Neuen Osnabrücker Zeitung verbittet sich Jochen Brühl als Vorsitzender der gemeinnützigen Hilfsorganisation Tafel nach der Entscheidung der Essener Tafel, nur noch Deutsche als neue Mitglieder aufzunehmen, Ratschläge seitens der Bundeskanzlerin Angela Merkel (CDU). Die Entwicklung sei „eine Konsequenz ihrer Politik“. Damit meint Brühl „die unausgegorene Zuwanderungspolitik“.[4]
- Borno/Nigeria: In der Stadt Rann im Verwaltungsgebiet Kala/Balge im Bundesstaat Borno greifen bis zu 112 Kämpfer der islamistischen Terrormiliz Boko Haram einen Militärstützpunkt nahe einem Flüchtlingscamp an und töten mindestens 11 Menschen, darunter acht Sicherheitskräfte und drei humanitäre Helfer.[5]
- Bunia/DR Kongo: Bei bewaffneten Auseinandersetzungen zwischen den ethnischen Gruppen Lendu und Hema in dem Dorf Maze in der Provinz Ituri werden 49 Menschen getötet.[6]
- Nagold/Deutschland: Die Hüls-Gruppe verkauft ihre Tochtergesellschaft für Luxusmöbel, die Rolf Benz AG & Co. KG, an den chinesischen Möbelkonzern Jason Furniture (Hangzhou) Co. Ltd. Die Transaktion ist vorbehaltlich der Genehmigung durch die Wettbewerbsbehörden.[7]
- Ouagadougou/Burkina Faso: Mehrere mutmaßlich islamistische Attentäter greifen die französische Botschaft und das französische Kulturinstitut in der Hauptstadt an. Zudem wird das Gebäude des Generalstabs der Streitkräfte von Burkina Faso attackiert. Mindestens acht Angreifer und sieben Soldaten werden getötet.[8][9]

### Samstag, 3. März 2018
- Mumbai/Indien: Nirav Modi, der 2010 das gleichnamige Diamantenschmuckhaus gründete, befindet sich auf der Flucht und wird von der indischen Bundespolizeibehörde CBI gesucht. Gemeinsam mit seinem Onkel Mehul Choksi sollen sie in einem Betrugsfall von rund 1,8 Milliarden US-Dollar verstrickt sein. Die staatliche Punjab National Bank (PNB) verlor an der Börse erheblich an Wert, da diese für die Kredite von Modi bürgte. Der Schaden beträgt rund ein Drittel der gesamten Marktkapitalisierung der Bank.[10]
- Zürich/Schweiz: Das International Football Association Board beschließt auf der 132. Hauptversammlung einstimmig, den Videobeweis und den Einsatz von Video-Schiedsrichterassistenten in das Fußballregelwerk aufzunehmen.[11]

### Sonntag, 4. März 2018

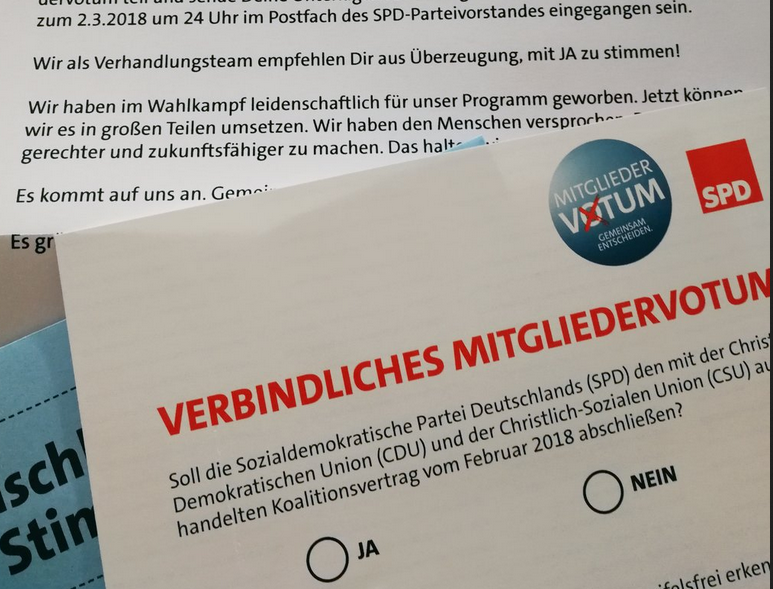
Stimmzettel zum SPD-Mitgliedervotum

- Berlin/Deutschland: Die SPD gibt bekannt, dass sich bei ihrer Basisbefragung unter circa 460.000 Parteimitgliedern 66 % der Abstimmenden für den Eintritt der Partei in eine neuerliche Große Koalition auf Bundesebene entschieden. Das Votum ist bindend.[12]
- Bern/Schweiz: Bei der Volksabstimmung über die Vorlage der Initiative „Ja zur Abschaffung der Radio- und Fernsehgebühren (Abschaffung der Billag-Gebühren)“ sprechen sich über 70 % der teilnehmenden Stimmberechtigten für den Fortbestand der Billag aus. Am selben Tag wird die Vorlage des Bundesbeschlusses zur Erhebung der direkten Bundessteuer und der Mehrwertsteuer bis 2035 mit großer Mehrheit angenommen.[13][14]
- Haan/Deutschland: Bernhard Günther, Finanzvorstand des Versorgungsunternehmens Innogy, wird in der Nähe seines Hauses bei einem Säureattentat von zwei Unbekannten schwer verletzt. Angriffe dieser Art sind in Deutschland selten, allerdings nahm ihre Zahl in Westeuropa in den letzten Jahren deutlich zu.[15]
- Klagenfurt am Wörthersee/Österreich: Die SPÖ vergrößert bei der Landtagswahl in Kärnten ihren Vorsprung auf die zweitplatzierte FPÖ auf 24,9 % und erreicht einen Stimmenanteil von knapp 48 %.[16]
- Los Angeles/Vereinigte Staaten: Bei der 90. Oscarverleihung wird der Fantasyfilm Shape of Water – Das Flüstern des Wassers des mexikanischen Regisseurs Guillermo del Toro mit vier Preisen ausgezeichnet.[17]
- Rom/Italien: Bei den Parlamentswahlen in Italien wird die europaskeptische MoVimento 5 Stelle (Fünf-Sterne-Bewegung) mit rund 32,7 % der Stimmen stärkste Partei vor der sozialdemokratischen Partito Democratico mit 18,7 %, der rechtspopulistischen Lega Nord mit 17,4 % und der konservativen Forza Italia mit 14 %.[18]
- Salisbury/Großbritannien: In Salisbury werden Sergei Skripal, ein früherer Doppelagent des britischen Geheimdienstes MI6, der im Exil in Großbritannien lebt, und seine Tochter Yulia Skripal nach Angaben der Polizei in Wiltshire mit einem Nervengift der Nowitschok-Gruppe angegriffen. Insgesamt 21 Menschen müssen medizinisch behandelt werden. Der Vorfall führt zu Vorwürfen gegen die russische Regierung und erinnert an die Vergiftung von Alexander Litwinenko, da auch Skripal ein Überläufer des russischen Geheimdienstes GRU war und Kontakte zur russischen Botschaft gepflegt haben soll.[19][20][21]

### Montag, 5. März 2018
- Đà Nẵng/Vietnam: Erstmals seit Ende des Vietnamkriegs besucht im Rahmen der „Marine-Diplomatie“ mit der Carl Vinson ein US-amerikanischer Flugzeugträger mit rund 5000 Seeleuten an Bord bis zum 9. März die Hafenstadt Đà Nẵng. Vietnam sei „zutiefst besorgt“ über hartnäckige und aggressive Marinebewegungen der Volksrepublik China im Südchinesischen Meer, so der frühere Konteradmiral der US-Navy John Kirby gegenüber CNN.[22][23]
- Peking/China: Zu Beginn der Jahrestagung des Nationalen Volkskongresses mit rund 3000 Delegierten kündigt Ministerpräsident Li Keqiang ein geplantes Wirtschaftswachstum von 6,5 Prozent an. Die Inflation soll bei 3 Prozent liegen. Zudem sollen die Militärausgaben um 8,1 Prozent auf 1,1 Billionen Yuan (umgerechnet rund 128 Milliarden Euro) erhöht werden.[24]

### Dienstag, 6. März 2018
- Brüssel/Belgien: Der Verband Europäischer Übertragungsnetzbetreiber (ENTSO-E) informiert über eine Abweichung im kontinentaleuropäischen Energieverbundsystem (UCTE), das sich von Spanien bis in die Türkei und von Polen bis in die Niederlande erstreckt. Die seit Mitte Januar 2018 kontinuierliche Abweichung der Systemfrequenz vom Mittelwert von 50 Hz führt bei Synchronuhren in Radioweckern, Elektroherden und Mikrowellen-Geräten zu Abweichungen von rund sechs Minuten, die diese Netzzeit als Zeitbasis nehmen. Die Leistungsschwankungen entstehen durch fehlende 113 GWh im Netz aus dem Kosovo.[25][26]
- Brüssel/Belgien: In einem Bericht der EU-Kommission werden die sieben Mitgliedsländer Belgien, Irland, Luxemburg, Malta, Niederlande, Republik Zypern und  Ungarn wegen ihrer Unternehmensbesteuerung zurechtgewiesen. Diese Praktiken untergraben die Gerechtigkeit und gleiche Wettbewerbsbedingungen auf dem EU-Binnenmarkt, erklärte Wirtschaftskommissar Pierre Moscovici.[27]
- Latakia/Syrien: Während des russischen Militäreinsatzes in Syrien verliert ein Flugzeug der russischen Luftstreitkräfte vom Typ Antonow An-26 aus ungeklärter Ursache an Höhe und zerschellt 500 m vor dem Flugplatz Hmeimim am Boden. Alle 39 Insassen sterben.[28]

### Mittwoch, 7. März 2018
- Dresden/Deutschland: Vor dem Oberlandesgericht endet der Prozess gegen acht Mitglieder der fremdenfeindlichen „Bürgerwehr Freital“. Für fünf Sprengstoffanschläge auf Unterkünfte von anerkannten Asylbewerbern und auf den Pkw eines Freitaler Stadtrats im Jahr 2015 erhalten die Angeklagten Haftstrafen von bis zu zehn Jahren. Die Verteidigung kündigt Revision an.[29]
- Freetown/Sierra Leone: In Sierra Leone finden Parlaments- und Präsidentschaftswahlen statt. Keiner der Präsidentschafts-Kandidaten erreicht die vorgeschriebene Mehrheit der ersten Runde, so dass sich die Bestplatzierten, das frühere Staatsoberhaupt Julius Maada Bio und der frühere Außenminister Samura Kamara, in einer Stichwahl gegenüber stehen werden.[30]
- London/Vereinigtes Königreich: Die britische Musikzeitschrift New Musical Express stellt nach über 60 Jahren ihre Printausgabe ein und erscheint künftig nur noch online.[31]

### Donnerstag, 8. März 2018
- Orlando/Vereinigte Staaten: Mit ihrer höchsten Niederlage seit fast acht Jahren beendeten die DFB-Frauen den SheBelieves Cup auf dem letzten Tabellenplatz.[32]
- Washington, D.C./Vereinigte Staaten: US-Präsident Donald Trump unterschreibt jeweils eine Proklamation für „Strafzölle“ auf die Einfuhr von Stahl und von Aluminium in die Vereinigten Staaten. Die Sätze von 25 % auf Stahl und 10 % auf Aluminium gelten für alle Importländer außer Kanada und Mexiko. Als Grund für die Strafe gibt Trump an, dass die USA von anderen Ländern durch bestehende Handelsabkommen übervorteilt würden.[33]

### Freitag, 9. März 2018
- Lörrach/Deutschland: Es wird bekannt, dass der Südbadische Fußballverband ein Fußball-Freundschaftsspiel zwischen dem südbadischen Sechstligisten FV Lörrach und einer Auswahl Tibets nach vorheriger Genehmigung verboten hat. Damit unterbindet ein Verband des Deutschen Fußball-Bundes (DFB) erstmals Aktionen im Amateurfußball, die der Tibet-Politik der VR China zuwiderlaufen.[34]
- Pyeongchang/Südkorea: Die Winter-Paralympics 2018 werden eröffnet.[35]

### Samstag, 10. März 2018
- Duma, Harasta/Syrien: Im Kampf um Ost-Ghuta im syrischen Bürgerkrieg stehen die regierungstreuen Streitkräfte des Landes nach Angaben der Syrischen Beobachtungsstelle für Menschenrechte kurz vor der Einnahme der Städte Duma und Harasta.[36]

### Sonntag, 11. März 2018

Logo von Ditib

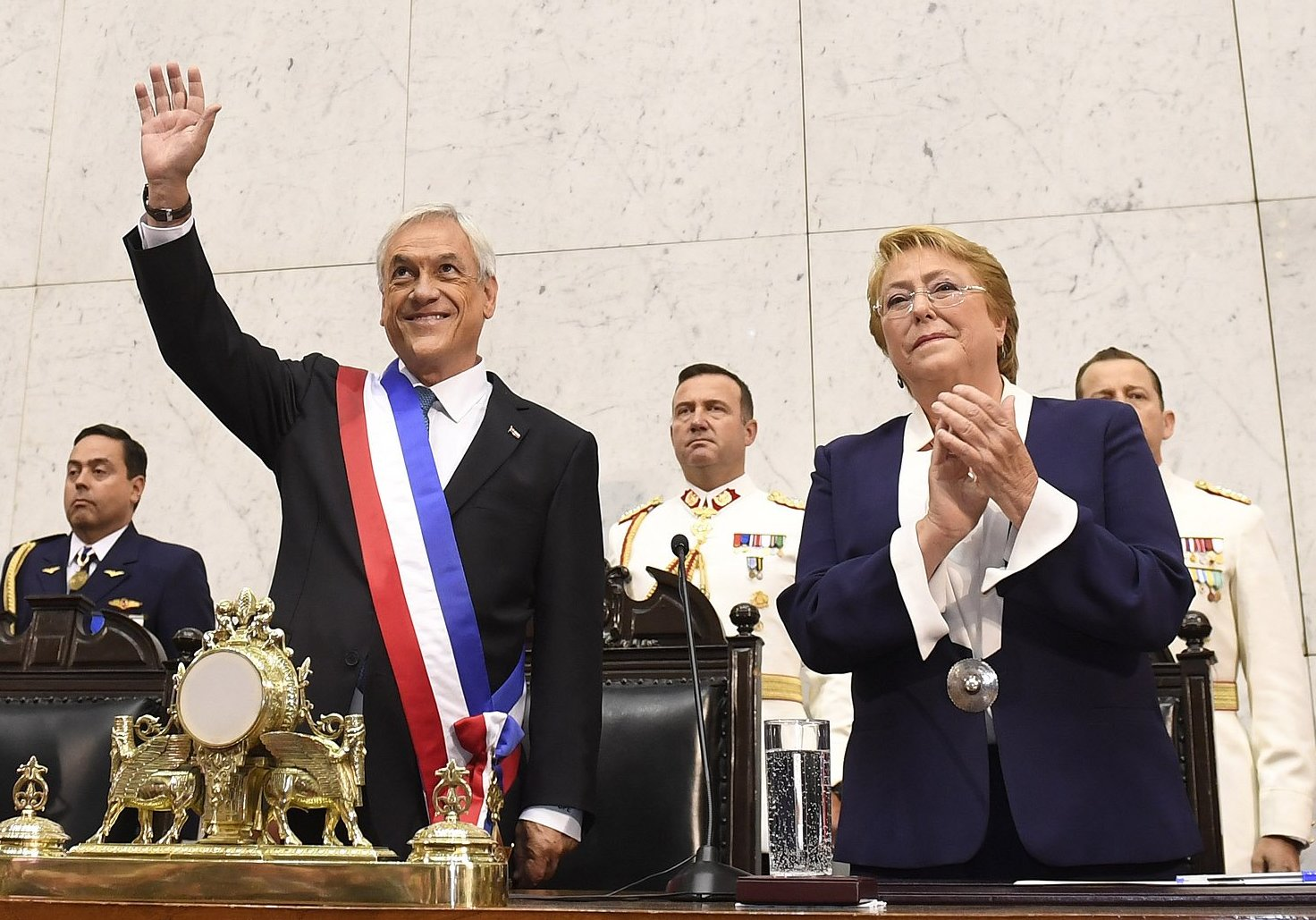
Sebastián Piñera mit Schärpe, rechts Michelle Bachelet

- Berlin/Deutschland: Eine Moschee der wegen mutmaßlicher Spionagetätigkeit und intoleranter Agitation durch einige seiner Prediger in den Medien zuletzt häufig behandelten Türkisch-Islamischen Union der Anstalt für Religion, kurz Ditib, geht 2.00 Uhr in der Nacht im Bezirk Reinickendorf in Flammen auf. Die Polizei findet Hinweise auf Brandstiftung. Der Verein teilt mit: „Ein Anschlag auf ein Gotteshaus […] ist nicht akzeptabel und nicht hinnehmbar.“ Damit bezieht sich Ditib auch auf einen Vorfall in Lauffen, bei dem Unbekannte am 9. März Brandsätze in eine Moschee warfen.[37]
- Bogotá/Kolumbien: Bei der Parlamentswahl in Kolumbien kommt es zu einer Zersplitterung des Parlamentes unter mehreren Parteien.[38]
- Havanna/Kuba: Die Parlamentswahl in Kuba findet statt. Beobachter verzeichnen die niedrigste Wahlbeteiligung in der Geschichte der Republik. Es ist zugleich die höchste Abstimmung, bei der nicht alle Kandidaten en bloc gewählt werden.[39]
- Peking/China: Der Nationale Volkskongress stimmt einer Änderung der Staatsverfassung zu, um dem Präsidenten Xi Jinping eine unbegrenzte Amtszeit zu ermöglichen.[40]
- Santiago/Chile: Sebastián Piñera von der konservativen Partei Nationale Erneuerung wird als neuer Präsident vereidigt. Seine erste Amtszeit endete vor vier Jahren, als er den Posten zu Gunsten der Sozialistin Michelle Bachelet räumen musste.[41]

### Montag, 12. März 2018
- Kathmandu/Nepal: Eine De Havilland DHC-8-400 der bangladeschischen Fluggesellschaft US-Bangla Airlines mit 67 Passagieren und vier Besatzungsmitgliedern an Bord rutschte nach der Landung auf dem Flughafen Kathmandu über die Bahn oder verfehlte diese und ging in Flammen auf. Dabei starben mindestens 49 Menschen.[42][43][44]
- Manchester/Vereinigtes Königreich, Stuttgart/Deutschland: Am Wochenende versammelten sich europaweit Kurden aus Wut über die Operation „Olivenzweig“ der Türkischen Streitkräfte in Syrien. Es kam zu Brandstiftung und Auseinandersetzungen mit der Polizei. Im Vereinigten Königreich musste wegen der Aktionen vorübergehend der Bahnhof Manchester Piccadilly geschlossen werden. Die Stuttgarter Zeitung berichtete über einen Internet-Videoclip, auf dem die Anschläge auf Moscheen der Türkisch-Islamischen Union der Anstalt für Religion in Lauffen und Meschede dokumentiert sein sollen. Die Veröffentlichung der Videos erfolgte auf einer Plattform kurdischer Anbieter.[45]

### Dienstag, 13. März 2018

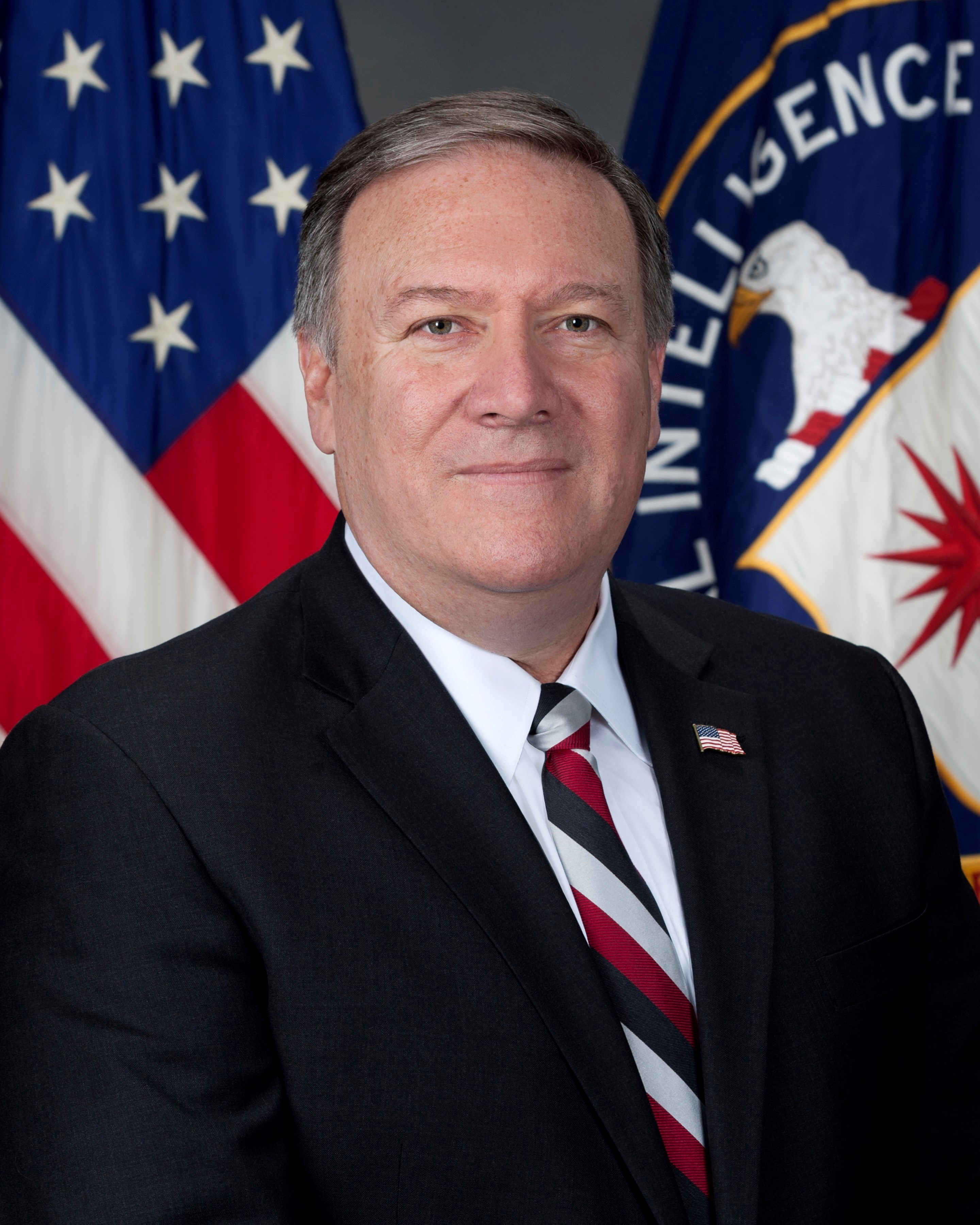
Mike Pompeo (2017)

- Saint George’s/Grenada: Bei der Parlamentswahl in Grenada kommt es zu einem Erdrutschsieg der New National Party von Keith Mitchell.[46]
- Salvador/Brasilien: Das 14. Weltsozialforum (WSF) unter dem Motto Widerstand ist Entwicklung, Widerstand ist Veränderung beginnt.[47]
- Washington, D.C./Vereinigte Staaten: US-Präsident Donald Trump entlässt Außenminister Rex Tillerson und benennt CIA-Direktor Mike Pompeo als dessen Nachfolger. Die stellvertretende CIA-Direktorin Gina Haspel soll wiederum Nachfolgerin von Pompeo werden.[48]

### Mittwoch, 14. März 2018

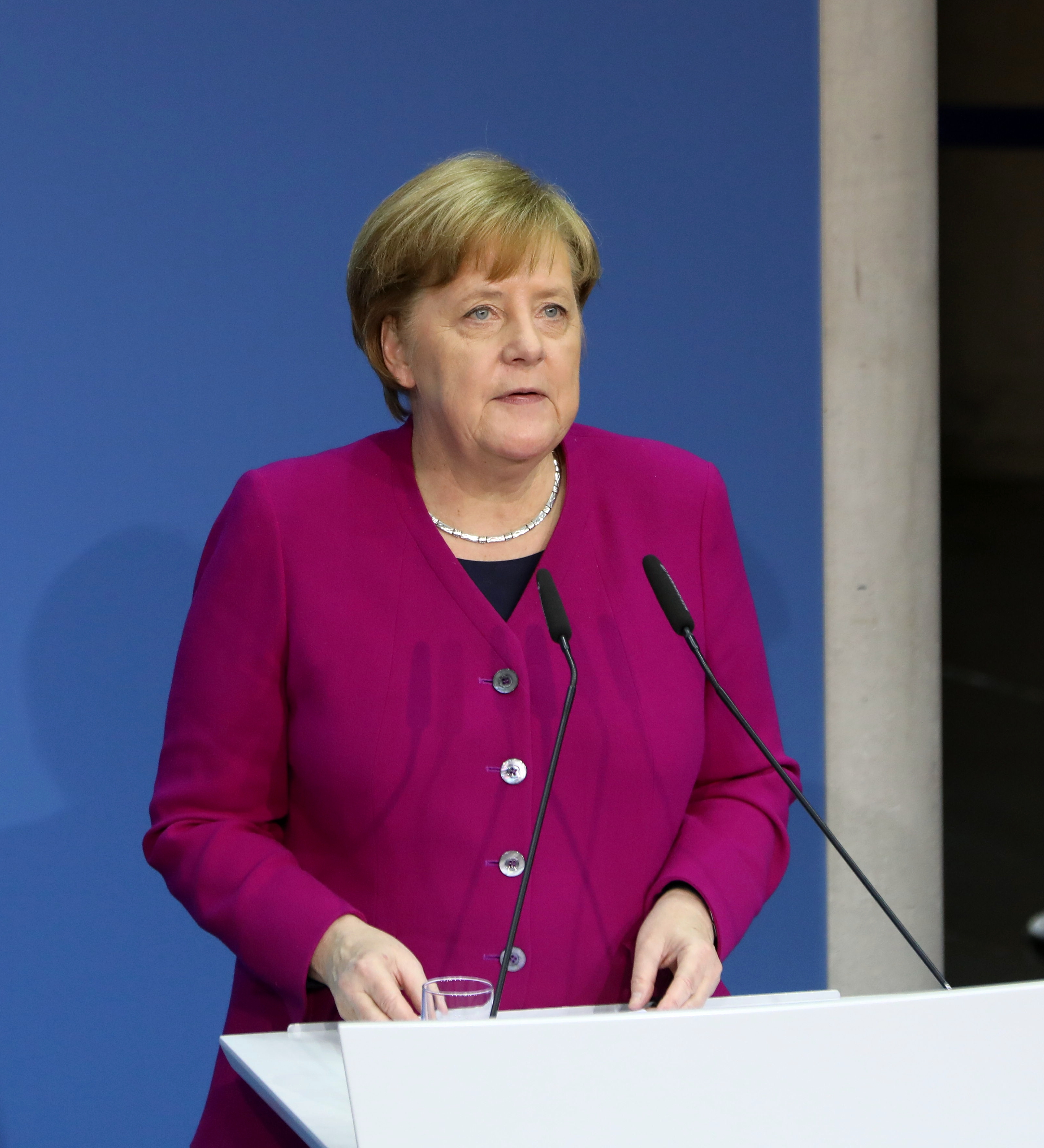
Angela Merkel (2018)

- Berlin/Deutschland: Angela Merkel wird erneut zur Bundeskanzlerin durch den Deutschen Bundestag gewählt.[49]
- Bratislava/Slowakei: Der slowakische Ministerpräsident Robert Fico (Smer-SD) tritt zurück. Sein bisheriger Stellvertreter Peter Pellegrini wird mit der Regierungsbildung beauftragt.[50]
- Manila/Philippinen: Staatspräsident Rodrigo Duterte gibt den Rückzug der Philippinen vom Internationalen Strafgerichtshof (ICC) bekannt. Im Februar 2018 begann der Internationale Strafgerichtshof in Den Haag wegen das Vorgehen gegen die Drogenkriminalität mit vorläufigen Ermittlungen.[51]

### Donnerstag, 15. März 2018
- Leipzig/Deutschland: Die Leipziger Buchmesse wird eröffnet. Die norwegische Autorin Åsne Seierstad erhält dabei den Preis zur Europäischen Verständigung.[52]
- Ljubljana/Slowenien: Der slowenische Ministerpräsident Miro Cerar (SMC) tritt zurück.[53]

### Freitag, 16. März 2018

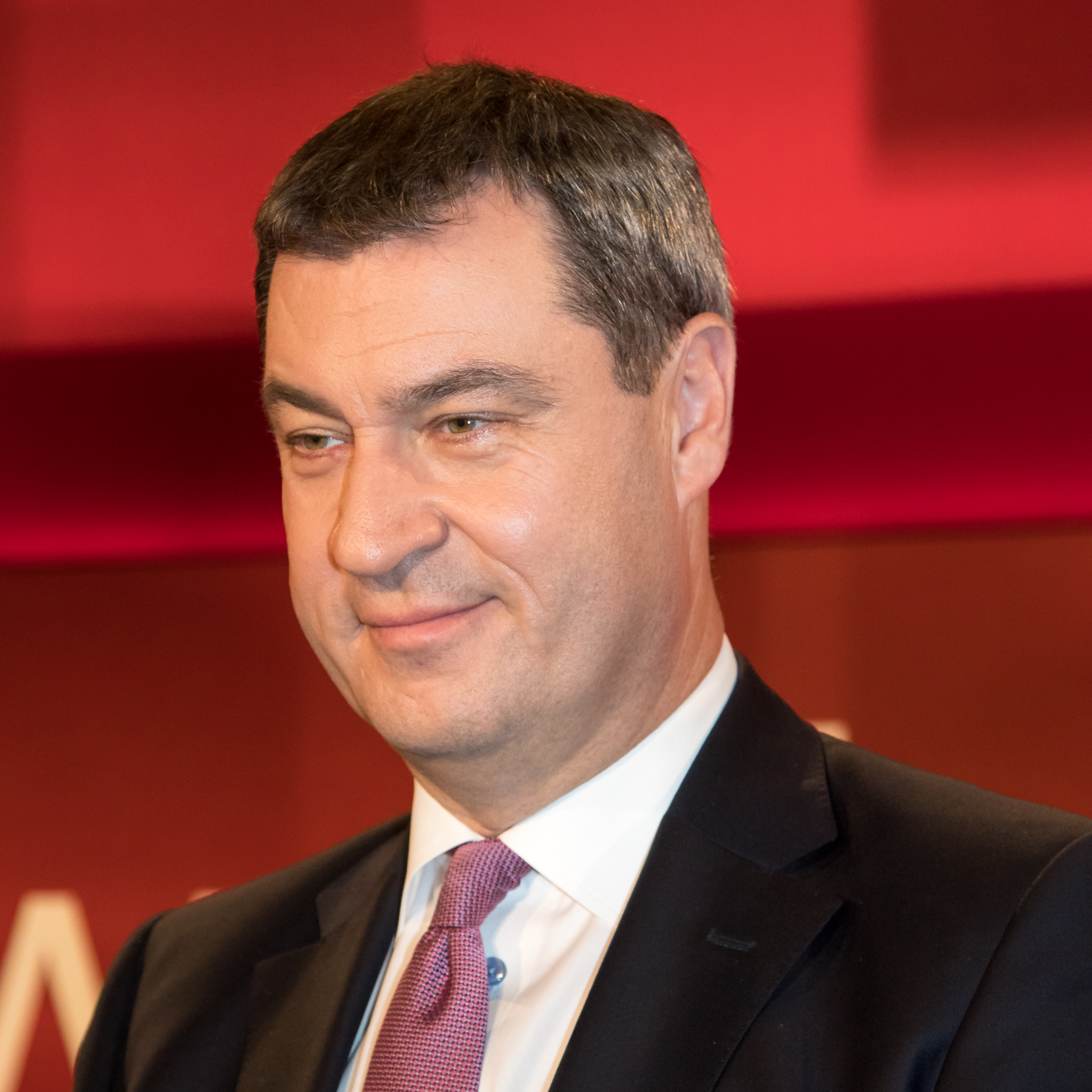
Markus Söder (2017)

- Mainz/Deutschland: Die CDU-Fraktion im Landtag von Rheinland-Pfalz wählt Christian Baldauf zum neuen Vorsitzenden.[54]
- München/Deutschland: Der bayerische Landtag wählt Markus Söder (CSU) als Nachfolger von Horst Seehofer zum neuen Ministerpräsidenten.[55]

### Samstag, 17. März 2018
- Teheran/Iran: Nach seiner Kritik am iranischen Justizsystem wird der frühere iranische Vizepräsident Esfandiar Rahim Maschaie inhaftiert.[56]

### Sonntag, 18. März 2018
- Afrin/Syrien: Die türkischen Streitkräfte besetzen zusammen mit der überwiegend aus turkmenischen Kämpfern organisierten Freien Syrischen Armee (FSA) in der seit zwei Monaten andauernden Operation Olivenzweig gegen die überwiegend aus Kurden bestehenden Demokratischen Kräfte Syriens (DKS) die nordsyrische Stadt Afrin.[57]
- Moskau/Russland: Aus der Präsidentschaftswahl geht der amtierende Präsident Wladimir Putin von der Partei Einiges Russland als klarer Sieger hervor.[58]
- Pyeongchang/Südkorea: Mit der Schlussfeier der Winter-Paralympics 2018 sind diese zu Ende gegangen. In finanzieller Hinsicht waren die Spiele ein Erfolg.[59]

### Montag, 19. März 2018

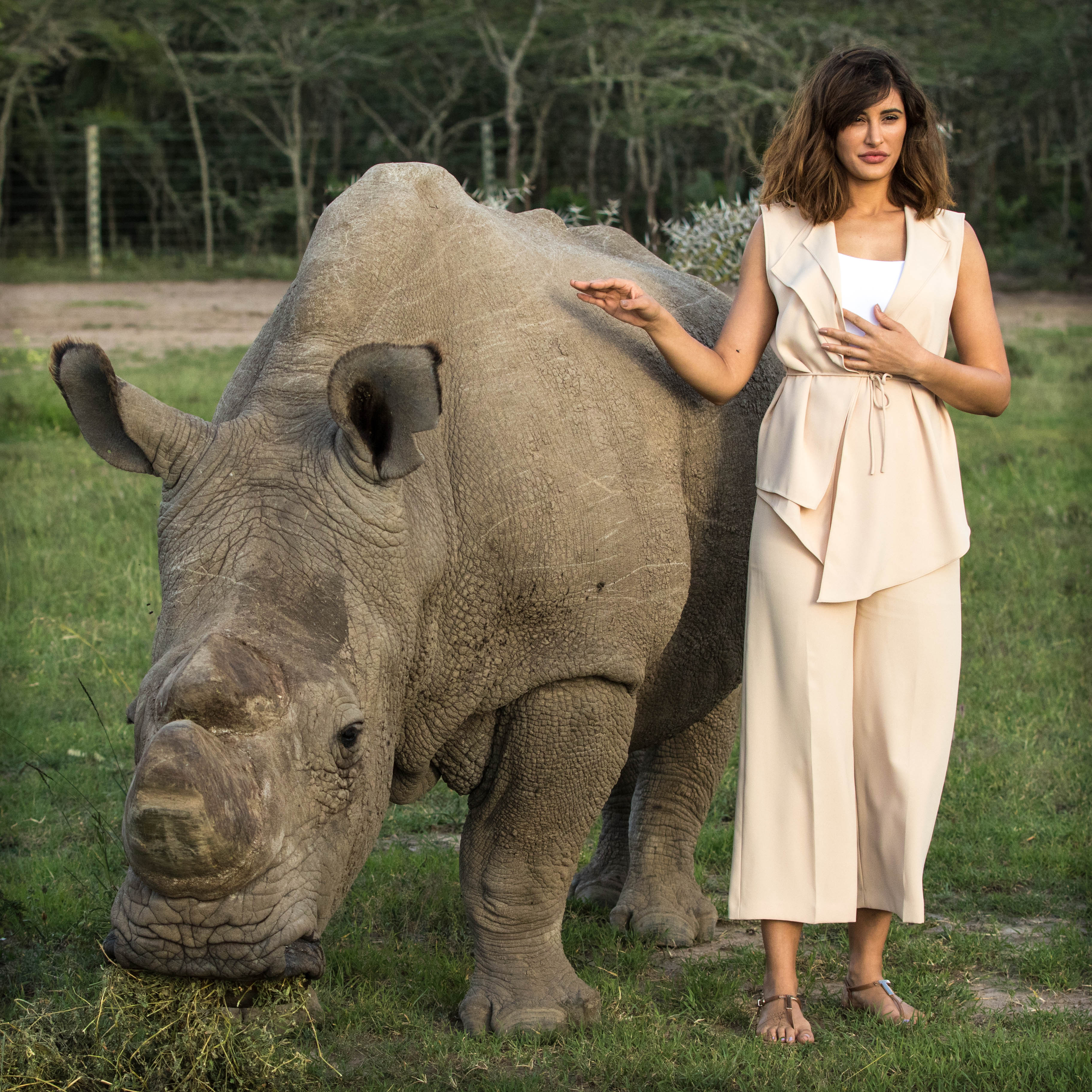
Sudan (links, 2015)

- München/Deutschland: Für drei Subunternehmen der P&R-Gruppe, Deutschlands Marktführer von Direktinvestments in ISO-Container, ordnete das Amtsgericht München die vorläufige Insolvenzverwaltung an. Die betroffenen rund 51.000 Anleger investierten ca. 3,5 Mrd. Euro und müssen sich nun auf Verluste einstellen.[60]
- Nanyuki/Kenia: Der Bulle „Sudan“, das letzte bekannte männliche Exemplar des Nördlichen Breitmaulnashorns, wird im Ol-Pejeta-Reservat im Laikipia County anlässlich altersbedingter Krankheiten eingeschläfert. Mittels künstlicher Befruchtung beim südlichen Artverwandten und dem Gewinn von Eizellen aus Stammzellen soll das Aussterben der Tierart verhindert werden.[61]
- Tempe/Vereinigte Staaten: Nach dem ersten tödlichen Unfall mit einem autonom fahrenden Fahrzeug der Firma Uber in Arizona werden mahnende Stimmen lauter, zugunsten der Innovation nicht die grundlegende Sicherheit zu vernachlässigen.[62]

### Dienstag, 20. März 2018
- Nanterre/Frankreich: Der frühere französische Präsident Nicolas Sarkozy wird wegen möglicher illegaler Wahlkampffinanzierung aus Libyen vorübergehend in Polizeigewahrsam genommen.[63]
- Rom/Italien: Der Fund eines über 4000 Jahre alten Hafens im Wüstenort Abu Tbeira sieben Kilometer südlich von Nasiriya wird in Rom bekanntgegeben. Es handelt sich um den ältesten bekannten Hafen im Irak.[64]
- Straßburg/Frankreich: Der Europäische Gerichtshof für Menschenrechte (EGMR) verurteilt die Türkei wegen Inhaftierung zweier Journalisten, wertet dieses als Verstoß gegen die Meinungs- und Pressefreiheit und ordnet deren Freilassung an. Die Türkei ist als Mitglied des Europarates verpflichtet, Urteile des EGMR umzusetzen, kann jedoch binnen drei Monaten Rechtsmittel gegen das Straßburger Urteil einlegen.[65]

### Mittwoch, 21. März 2018
- Austin/Vereinigte Staaten: Der Tatverdächtige der Bombenanschläge in Austin, Texas, ein 23-jähriger Mann, begeht bei seiner Festnahme Suizid durch das Zünden eines Sprengsatzes.[66]
- Den Haag/Niederlande: Neben den Kommunalwahlen wird das Referendum über das Gesetz über die Nachrichten- und Sicherheitsdienste aus dem Jahr 2017 durchgeführt, das von einer knappen relativen Mehrheit der teilnehmenden Stimmberechtigten abgelehnt wird.[67]
- Lima/Peru: Der peruanische Ministerpräsident Pedro Pablo Kuczynski tritt wegen Korruptionsvorwürfen zurück.[68]
- Naypyidaw/Myanmar: Staatspräsident Htin Kyaw erklärt aus gesundheitlichen Gründen seinen Rücktritt. Bis zur Ernennung eines neuen Staatsoberhauptes soll Vizepräsident Myint Swe kommissarisch die Amtsgeschäfte leiten.[69]
- Pristina/Kosovo: Das kosovarische Parlament ratifiziert ein Grenzabkommen mit Montenegro mit genau der dafür notwendigen Zwei-Drittel-Mehrheit, das laut Präsident Hashim Thaçi das Ende von Jahrzehnten der Isolierung darstellt und als Voraussetzung einer geplanten künftigen visafreien Einreise in die Europäische Union gilt. Linksnationale Oppositionsabgeordnete haben mit Tränengasattacken im Parlament die Abstimmung verzögert, so dass diese erst im fünften Anlauf zu Ende gebracht werden konnte.[70]
- Saint John’s/Antigua und Barbuda: In Antigua und Barbuda finden Parlamentswahlen statt. Zum ersten Mal wählen dabei alle Bewohner Barbudas auf Antigua, da ihre Insel nach den schweren Hurrikanschäden evakuiert wurde und nur eine Minderheit von etwa 500 Einwohnern auf Barbuda zurückgekehrt ist.[71]

### Donnerstag, 22. März 2018

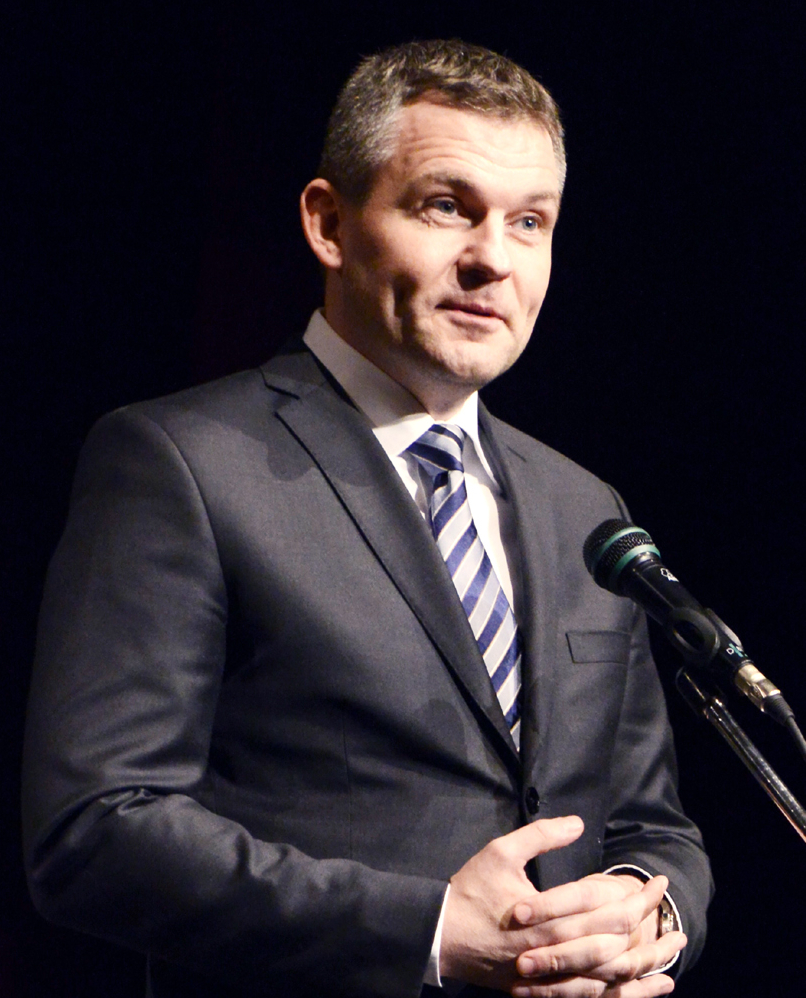
Peter Pellegrini (2015)

- Bratislava/Slowakei: Peter Pellegrini wird als neuer slowakischer Ministerpräsident vereidigt.[72]
- Mogadischu/Somalia: Bei einem Autobombenanschlag durch einen Selbstmordattentäter der islamistischen al-Shabaab-Miliz auf einer Hauptstraße nahe dem Hotel Weheliye werden mindestens 14 Menschen getötet und 10 weitere verletzt.[73][74]
- St. Pölten/Österreich: Im Niederösterreichischen Landtag findet die konstituierende Sitzung der XIX. Gesetzgebungsperiode sowie die Wahl und Angelobung der Landesregierung Mikl-Leitner II statt.[75]
- Wien/Österreich: Der Österreichische Nationalrat beschließt ein Gesetz, mit dem das Gesetz über den Nichtraucherschutz aus dem Jahr 2015 außer Kraft gesetzt wird. Daher wird das damals geplante Rauchverbot in Gaststätten mit Mai 2018 nicht in Kraft treten. Österreich ist damit der erste Staat, der im Bereich des Nichtraucherschutzes einen Schritt zurück macht.[76]

### Freitag, 23. März 2018
- Carcassonne/Frankreich: Bei einem Anschlag mit nachfolgender Geiselnahme in den südfranzösischen Städten Carcassonne und Trèbes kommen fünf Menschen, darunter der Täter, ums Leben. Der Täter forderte die Freilassung des an den Terroranschlägen von Paris 2015 beteiligten Terroristen Salah Abdeslam.[77]
- Panenské Břežany/Tschechien: In einem stillgelegten Metallforschungsinstitut Výzkumného ústavu kovů (VÚK) werden insgesamt 20 Stunden historische Film- und Tonaufnahmen vom Schauprozess gegen Rudolf Slánský entdeckt. 1952 wurde der damalige Generalsekretär der Kommunistischen Partei der Tschechoslowakei in der Fieldaffäre als angeblicher „Leiter eines staatsfeindlichen Verschwörungszentrums“ gemeinsam mit elf weiteren kommunistischen Funktionären zum Tode verurteilt.[78]
- San Juan/Puerto Rico: Als Sparmaßnahme plant die puerto-ricanische Regierung, in den nächsten Jahren über 3200 Gefangene in die Vereinigten Staaten zu verlegen. Kritiker bemängeln, dass insbesondere bei in Frage kommenden privat geführten Haftanstalten die dortigen Beschäftigten schlechter bezahlt und die Rehabilitation schlechter ausgeführt werden würde.[79][80]

### Samstag, 24. März 2018
- Rom/Italien: Die beiden Kammern des italienischen Parlaments treten zu ihrer konstituierenden Sitzung zusammen. Roberto Fico (MoVimento 5 Stelle) wird zum Präsidenten der Abgeordnetenkammer gewählt, Maria Elisabetta Casellati (Forza Italia) zur Präsidentin des Senats.[81]
- Saint-Nazaire/Frankreich: Das größte Kreuzfahrtschiff der Welt, die Symphony of the Seas von der US-amerikanischen Reederei Royal Caribbean International mit einer Vermessung von 228.081 BRZ, läuft unter der Flagge der Bahamas aus dem Hafen von Saint-Nazaire zu ihrer Jungfernfahrt aus.[82]

### Sonntag, 25. März 2018
- Aşgabat/Turkmenistan: Bei weder als frei noch als fair eingestuften Parlamentswahlen liegt die Wahlbeteiligung bei über 90 Prozent.[83] Nach seinem haushohen Wahlkreissieg wird der Sohn des amtierenden Präsidenten gut eine Woche später zum stellvertretenden Außenminister berufen.[84]
- Kemerowo/Russland: Beim Brand eines Einkaufszentrums kommen mindestens 64 Menschen ums Leben.[85]
- Melbourne/Australien: Mit dem Großen Preis von Australien beginnt die 69. Formel-1-Saison.[86]
- Peking/China: Der Vorsitzende der nordkoreanischen Partei der Arbeit und De-facto-Diktator Kim Jong-un trifft im Reisezug zu inoffiziellen Gesprächen mit dem Staatspräsidenten der Volksrepublik China Xi Jinping in Peking ein. Dabei deutet Kim mögliche Lösungen des Atomkonfliktes an, da er sich der Denuklearisierung verpflichtet fühle. Der Besuch in Peking stellt die erste Auslandsreise des nordkoreanischen Machthabers seit seinem Herrschaftsbeginn 2011 dar.[87][88]
- Perth/Australien: Qantas Airways nimmt erstmals regelmäßige Nonstopflüge zwischen Europa und Australien auf. Die Verbindung QF9 mit einer Boeing 787-9 verbindet den Flughafen Perth und den Flughafen London Heathrow. In 17 Stunden Flugzeit wird eine Flugstrecke von 14.498 Kilometer zurückgelegt.[89]
- Schuby/Deutschland: Die Polizei nimmt den ehemaligen Präsidenten der katalanischen Autonomieregierung Carles Puigdemont 30 km südlich der deutschen Grenze zu Dänemark fest. Gegen Puigdemont, der sich gerade auf dem Weg von Finnland nach Belgien befand, liegt seit 23. März ein europäischer Haftbefehl aus Spanien vor.[90]

### Montag, 26. März 2018

Logo von Facebook

- Kairo/Ägypten: Die dreitägige Präsidentschaftswahl zwischen dem amtierenden Präsidenten Abd al-Fattah as-Sisi und dem Herausforderer Moussa Mostafa Moussa von der liberalen al-Ghad-Partei beginnt.[91]
- Riad/Saudi-Arabien: Die saudischen Streitkräfte können mit dem Raketenabwehrsystem von Typ MIM-104 Patriot sieben Angriffe von ballistischen Raketen der Huthi-Rebellen aus dem Jemen auf den Flughafen Riad sowie die Städte Chamis Muschait, Dschāzān, Nadschran abwehren. Dabei werden drei Personen, darunter ein Ägypter getötet.[92]
- Washington, D.C./Vereinigte Staaten: Die US-Handelsbehörde FTC bestätigt erstmals, dass sie Ermittlungen gegen Facebook Inc., den Eigentümer der Dienste Facebook, Instagram und WhatsApp, wegen Hinweisen auf mangelhaften Datenschutz im Internet aufgenommen hat.[93]

### Dienstag, 27. März 2018
- Bonn/Deutschland: Die SolarWorld Industries GmbH mit rund 650 Mitarbeiter stellt vor dem Amtsgericht Bonn erneut einen Antrag auf Eröffnung eines Insolvenzverfahrens. Christoph Niering wurde zum vorläufigen Insolvenzverwalter ernannt.[94][95]
- Santa Clara/Vereinigte Staaten: Der Hersteller von Grafikprozessoren und Chipsätzen Nvidia stoppt alle Tests mit selbstfahrenden Autos auf öffentlichen Straßen, nachdem sich mit einem Testwagen in Diensten des Unternehmens Uber am 19. März in der Stadt Tempe ein tödlicher Unfall ereignete.[96]

### Mittwoch, 28. März 2018

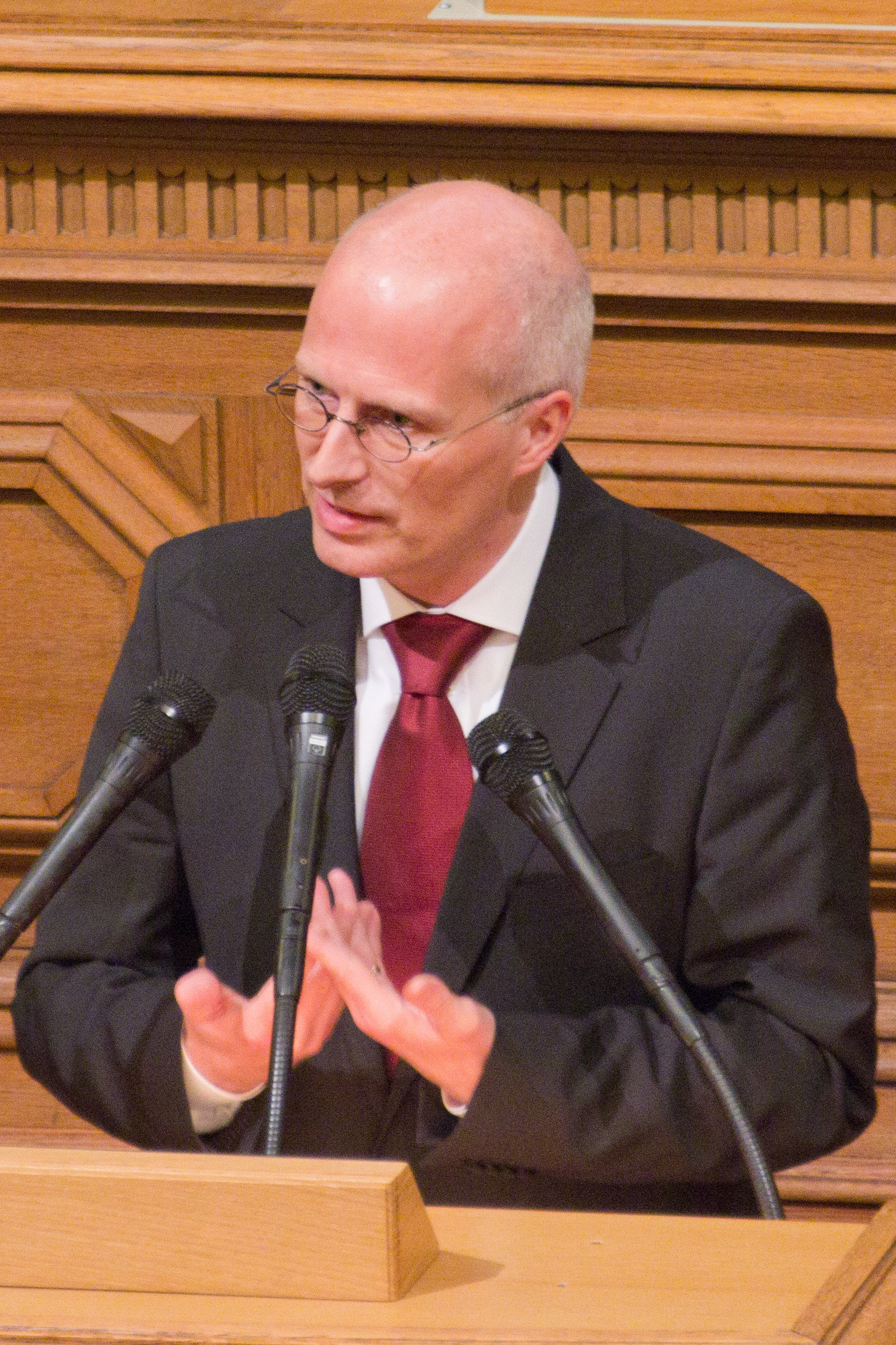
Peter Tschentscher (2011)

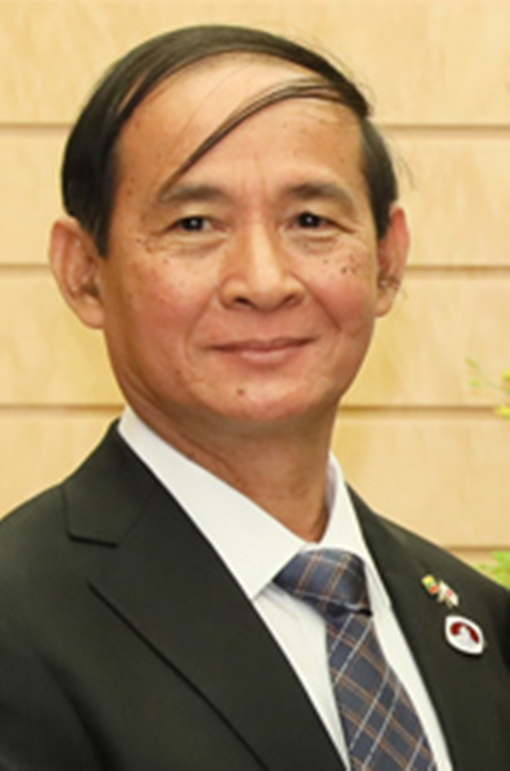
Win Myint

- Hamburg/Deutschland: Die Bürgerschaft wählt den bisherigen Finanzsenator Peter Tschentscher (SPD) zum Ersten Bürgermeister als Regierungschef der Hansestadt. Sein Vorgänger und Parteikollege Olaf Scholz wechselte vor wenigen Wochen ins Kabinett der Bundesregierung.[97]
- Innsbruck/Österreich: Auf ihrer konstituierenden Sitzung der XVII. Gesetzgebungsperiode wählen die Mitglieder des Tiroler Landtages Günther Platter von der Volkspartei erneut zum Regierungschef. Anschließend werden dieser und die Landesregierung Platter III angelobt.[98][99]
- Naypyidaw/Myanmar: Win Myint wird zum neuen Staatspräsidenten gewählt.[100]
- Valencia/Venezuela: In einer Polizeistation im Bundesstaat Carabobo beginnt unter Inhaftierten eine Revolte, in deren Verlauf mindestens 68 Menschen ums Leben kommen.[101][102]

### Donnerstag, 29. März 2018
- Sankt Petersburg/Russland: Als Reaktion auf die Schließung des russischen Konsulats in Seattle, Vereinigte Staaten, lässt Russland die US-amerikanische Vertretung in Sankt Petersburg schließen und verweist 60 Diplomaten des Landes. Im Zuge des Gift-Attentates auf den Doppelagenten Sergei Skripal im britischen Salisbury zu Monatsbeginn, bei dem die Vereinigten Staaten Russland in der Urheberschaft sehen, haben sich die russisch-US-amerikanischen diplomatischen Beziehungen massiv verschlechtert.[103]

### Freitag, 30. März 2018
- Kokopo/Papua-Neuguinea: Ein schweres Erdbeben der Magnitude 6,9 erschüttert die Insel Neubritannien in Papua-Neuguinea. Das Epizentrum befindet sich rund 160 Kilometer südwestlich von Rabaul in 35 Kilometer Tiefe im Süden der Provinz East New Britain. Über Schäden ist nichts bekannt, Rabaul im Norden der Insel blieb von Schäden verschont.[104]

### Samstag, 31. März 2018
- Brüssel/Belgien: Das automatische Kfz-Notrufsystem eCall wird in den Mitgliedstaaten der Europäischen Union für alle neuen Modelle von Pkw und leichten Nutzfahrzeugen Pflicht.[105]
- Freetown/Sierra Leone: Bei der Stichwahl zur Präsidentschaftswahl in Sierra Leone setzt sich Julius Maada Bio von der Volkspartei gegen Samura Kamara von der Partei Kongress aller Völker durch.[106][107]
- Ramallah/Palästinensische Autonomiegebiete: Bei den von der islamistischen Terrororganisation Hamas seit dem 30. März organisierten Massenprotesten von bis zu 20.000 Palästinensern im Gazastreifen an der Grenze zu Israel werden 15 Menschen von israelischen Soldaten getötet und Hunderte verletzt. Die Proteste sollen bis zum 15. Mai dauern. Anlass sind die Feiern zum 70. Jahrestag der Gründung Israels.[108]

## Weblinks

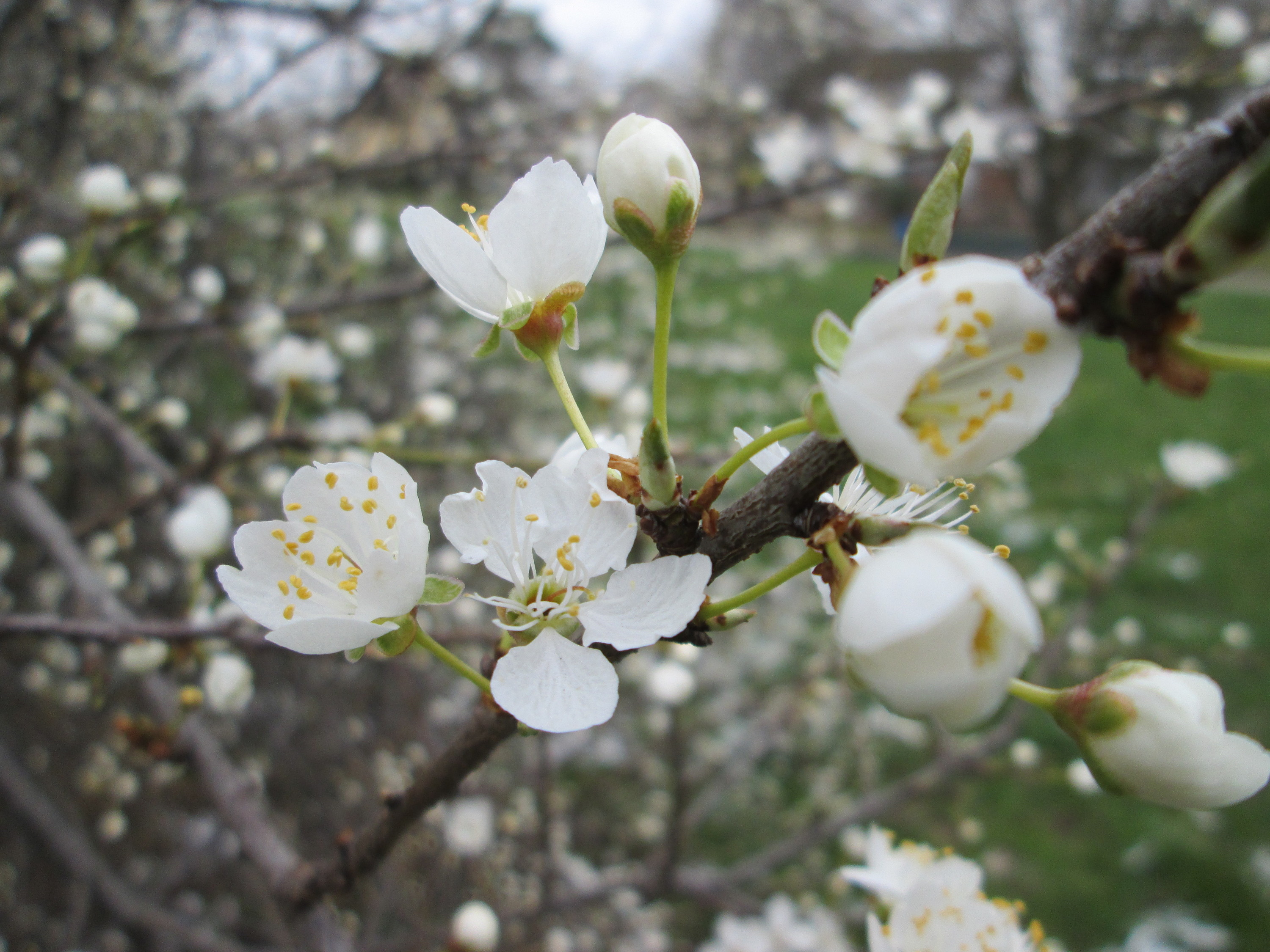
Blühende Kirschpflaume (Prunus cerasifera), einen Tag vor Frühlingsanfang 2018